# Радостное (Беляевский район)
Ра́достное (укр. Радісне; до 2016 г. Жовтне́вая Револю́ция) — посёлок в Беляевском районе Одесской области Украины.
Население по переписи 2001 года составляло 683 человека. Население 630 человек (2024 год). Почтовый индекс — 67667. Телефонный код — 482. Занимает площадь 0,43 км². Код КОАТУУ — 5121056802.
В населеному пункті є аж 5 продуктових магазинів,1 супермаркет "Кошик" Також тут народився відомий співак стилю "Хіп хоп" Валько Артем Валентинович.Є будівля культури,великий парк з дитячим майданчиком.

## Местный совет
67667, Одесская обл., Беляевский р-н, пгт Хлебодарское, ул. Маякская дорога, 20